# U-208 (tàu ngầm Đức)
U-208 là một tàu ngầm tấn công  Lớp Type VII thuộc phân lớp Type VIIC được Hải quân Đức Quốc Xã chế tạo trong Chiến tranh Thế giới thứ hai. Nhập biên chế năm 1941, nó đã thực hiện được hai chuyến tuần tra và đánh chìm được một tàu buôn có tải trọng 3.872 GRT. Trong chuyến tuần tra cuối cùng tại Đại Tây Dương, U-208 bị các tàu khu trục Anh HMS Hesperus và HMS Harvester đánh chìm bằng mìn sâu ở phía Tây eo biển Gibraltar vào ngày 7 tháng 12, 1941.

## Thiết kế và chế tạo

### Thiết kế

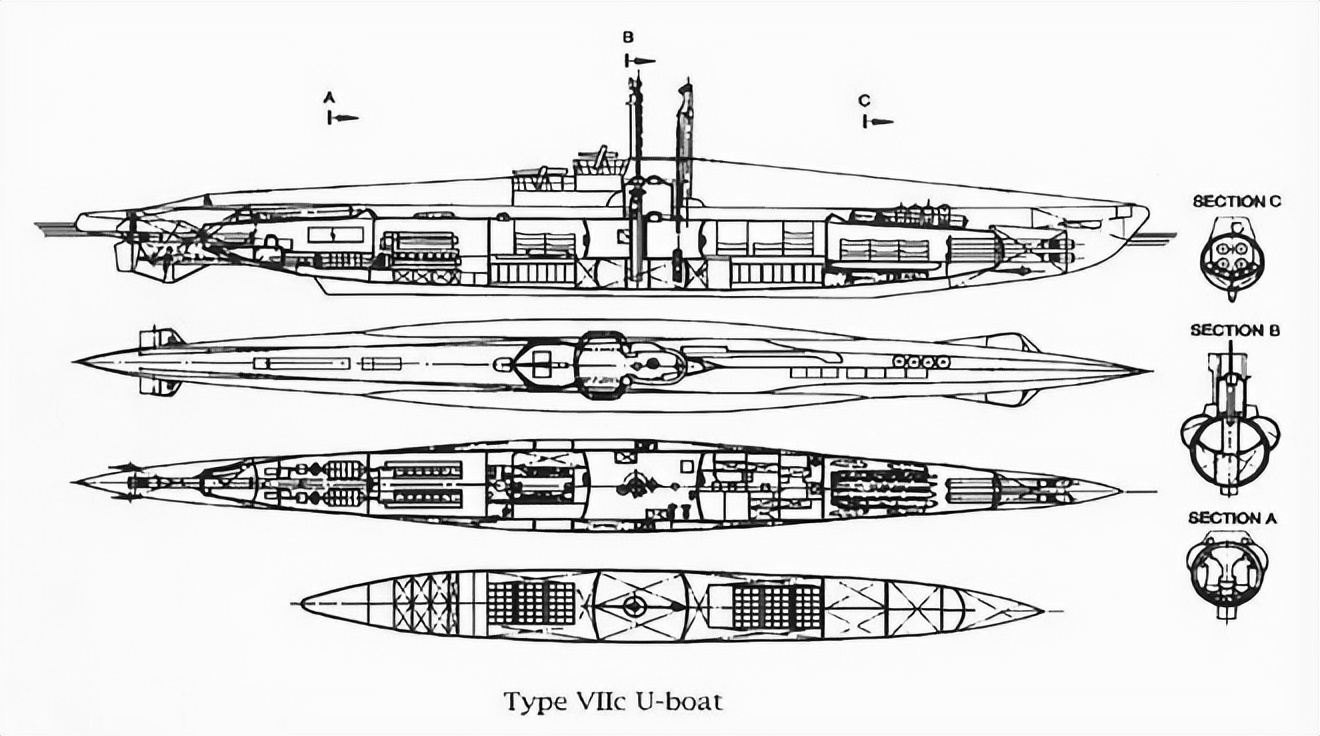
Sơ đồ các mặt cắt một tàu ngầm Type VIIC

Phân lớp VIIC của Tàu ngầm Type VII là một phiên bản VIIB được kéo dài thêm. Chúng có trọng lượng choán nước 769 t (757 tấn Anh) khi nổi và 871 t (857 tấn Anh) khi lặn). Con tàu có chiều dài chung 67,10 m (220 ft 2 in), lớp vỏ trong chịu áp lực dài 50,50 m (165 ft 8 in), mạn tàu rộng 6,20 m (20 ft 4 in), chiều cao 9,60 m (31 ft 6 in) và mớn nước 4,74 m (15 ft 7 in).
Chúng trang bị hai động cơ diesel Germaniawerft F46 siêu tăng áp 6-xy lanh 4 thì, tổng công suất 2.800–3.200 PS (2.100–2.400 kW; 2.800–3.200 bhp), dẫn động hai trục chân vịt đường kính 1,23 m (4,0 ft), cho phép đạt tốc độ tối đa 17,7 kn (32,8 km/h), và tầm hoạt động tối đa 8.500 nmi (15.700 km) khi đi tốc độ đường trường 10 kn (19 km/h). Khi đi ngầm dưới nước, chúng sử dụng hai động cơ/máy phát điện AEG GU 460/8–27 tổng công suất 750 PS (550 kW; 740 shp). Tốc độ tối đa khi lặn là 7,6 kn (14,1 km/h), và tầm hoạt động 80 nmi (150 km) ở tốc độ 4 kn (7,4 km/h). Con tàu có khả năng lặn sâu đến 230 m (750 ft).
Vũ khí trang bị có năm ống phóng ngư lôi 53,3 cm (21 in), bao gồm bốn ống trước mũi và một ống phía đuôi, và mang theo tổng cộng 14 quả ngư lôi, hoặc tối đa 22 quả thủy lôi TMA, hoặc 33 quả TMB. Tàu ngầm Type VIIC bố trí một hải pháo 8,8 cm SK C/35 cùng một pháo phòng không 2 cm (0,79 in) trên boong tàu. Thủy thủ đoàn bao gồm 4 sĩ quan và 40-56 thủy thủ.

### Chế tạo
U-208 được đặt hàng vào ngày 16 tháng 10, 1939, và được đặt lườn tại xưởng tàu của hãng Friedrich Krupp Germaniawerft tại Kiel vào ngày 5 tháng 8, 1940. Nó được hạ thủy vào ngày 21 tháng 5, 1941, và nhập biên chế cùng Hải quân Đức Quốc Xã vào ngày 5 tháng 7, 1941 dưới quyền chỉ huy của Hạm trưởng, Trung úy Hải quân Alfred Schlieper.

## Lịch sử hoạt động

### Chuyến tuần tra thứ nhất
U-208 xuất phát từ cảng Kiel vào ngày 29 tháng 9, 1941 cho chuyến tuần tra đầu tiên trong chiến tranh. Nó băng qua khe GIUK giữa quần đảo Faroe và Iceland để đi đến hoạt động tại khu vực Bắc Đại Tây Dương về phía Đông Newfoundland, Canada. Vào ngày 2 tháng 11, nó đã tấn công Đoàn tàu ON 27 và đánh chìm tàu buôn Anh Larpool 3.872 GRT ở vị trí 250 nmi (460 km; 290 mi) về phía Đông Nam mũi Race, Newfoundland. U-208 kết thúc chuyến tuần tra để quay về khu vực vịnh Biscay, đi đến cảng Brest bên bờ biển Đại Tây Dương của Pháp bị Đức chiếm đóng vào ngày 12 tháng 11.

### Chuyến tuần tra thứ hai - Bị mất
U-208 xuất phát từ căn cứ Brest  vào ngày 3 tháng 12 cho chuyến tuần tra thứ hai, cũng là chuyến cuối cùng, để tuần tra lại khu vực Trung tâm Đại Tây Dương. Vào ngày 7 tháng 12, nó bị các tàu khu trục Anh HMS Hesperus và HMS Harvester phát hiện và đánh chìm bằng mìn sâu ở vị trí về phía Tây eo biển Gibraltar, tại tọa độ 35°51′B 07°45′T / 35,85°B 7,75°T; toàn bộ 45 thành viên thủy thủ đoàn của U-208 đều tử trận.

### "Bầy sói" tham gia
U-208 từng tham gia 8 bầy sói:
- Mordbrenner (16 tháng 10 – 2 tháng 11, 1941)

### Tóm tắt chiến công
U-208 đã đánh chìm được một tàu buôn có tải trọng 3.872 GRT:
| Ngày             | Tên tàu | Quốc tịch      | Tải trọng | Số phận      |
| ---------------- | ------- | -------------- | --------- | ------------ |
| 2 tháng 11, 1941 | Larpool | United Kingdom | 3.872     | Bị đánh chìm |